# Поліхун Іван Євгенович
Іва́н Євге́нович Поліхун — майор Збройних сил України, учасник російсько-української війни.

## З життєпису
Син авіатора, дитинство пройшло у військових містечках на території Угорщини, Грузії, Далекого Сходу. Льотчик першого класу — понад 2500 годин нальоту. Його тесть теж авіатор; воював в Афганістані. Миротворець; у травні 2014-го прилетів з Африки.
Брав участь у боях на сході України літом 2014 року. Здійснював у складі вертольотного екіпажу евакуацію поранених з передової. Одного разу на борт вертольота завантажили 28 осіб. Екіпаж виконував по сім-вісім вильотів на день. В серпні 2014 року ворог обстріляв борт, який працював у парі з його вертольотом, бригада втратила льотчика-штурмана — Дмитро Арциленко — літали до Савур-могили. Літав в парі з екіпажем Володимира Шлюхарчука.
З дружиною виховують сина.

## Нагороди
- орден Богдана Хмельницького II ступеня (24 квітня 2022) — за особисту мужність і самовіддані дії, виявлені у захисті державного суверенітету та територіальної цілісності України, вірність військовій присязі[1].
- орден Богдана Хмельницького III ступеня (31 жовтня 2014) — за особисту мужність і героїзм, виявлені у захисті державного суверенітету та територіальної цілісності України, вірність військовій присязі під час російсько-української війни[2].